# Hirayama Sōta
Hirayama Sōta (sinh ngày 6 tháng 6 năm 1985) là một cầu thủ bóng đá người Nhật Bản.

## Đội tuyển bóng đá quốc gia Nhật Bản
Hirayama Sōta thi đấu cho đội tuyển bóng đá quốc gia Nhật Bản từ năm 2010.

## Thống kê sự nghiệp
| Đội tuyển bóng đá Nhật Bản | Đội tuyển bóng đá Nhật Bản | Đội tuyển bóng đá Nhật Bản |
| Năm                        | Trận                       | Bàn                        |
| -------------------------- | -------------------------- | -------------------------- |
| 2010                       | 4                          | 3                          |
| Tổng cộng                  | 4                          | 3                          |